# Île McNeil
L'île McNeil est une île de l'État de Washington dans le comté de Pierce, aux États-Unis.

## Description
Située dans l'ouest du Puget Sound, près de Steilacoom, au nord de Fox Island et de l'île Anderson, elle s'étend sur environ 5,9 km de longueur pour une largeur d'à peu près 4,8 km.

## Histoire
L'île est nommée en 1841 par Charles Wilkes durant l'United States Exploring Expedition en l'honneur du capitaine de la Compagnie de la Baie d'Hudson William Henry McNeill (en). Mais, en 1846, l'expédition Robert A. Inskip baptise l'île Duntze en hommage au capitaine de la Royal Navy, John A. Duntze. Finalement, Henry Kellett lors de la cartographie des parages choisit de lui redonner son nom initial. Une erreur orthographique (oubli d'un l) est alors enregistrée et ne sera jamais corrigée.
Le gouvernement des États-Unis achète l'île McNeil en 1870 et y accueille un pénitencier fédéral en 1875 jusqu'à ce qu'il soit remis au Département des services correctionnels (United States Federal Penitentiary) de l'État de Washington en 1981. Jusqu’à sa fermeture le 1er avril 2011, le pénitencier porta le nom de McNeil Island Corrections Center. Il s'agissait de la dernière prison des États-Unis à n'être accessible que par les airs ou par la mer. Avant sa fermeture, il accueille encore en 2010 un centre de détention pour délinquants sexuels violents.
Parmi les bandits notoires qui furent incarcérés au pénitencier de l'île McNeil citons : Robert Stroud (1909-1912), Charles Manson (1961-1966), Alvin Karpis (1936-1971) ou Roy Olmstead (en) (1925-1931).

## Culture
- Dans le film de Michael Mann Heat, le personnage joué par Robert De Niro révèle avoir été prisonnier à l'île McNeil.
- Dans le film Les Trois Fugitifs, Lucas (Nick Nolte) est libéré de la prison au début de l'histoire.